# Raudegga
Raudegga – wieś w zachodniej Norwegii, w okręgu Sogn og Fjordane, w gminie Vågsøy. Miejscowość leży na północnym brzegu fiordu Nordfjord, przy ujściu rzeki Raudeggelva, wzdłuż norweskiej drogi krajowej nr 15. W pobliżu Raudegga leżą miejscowości: Brunnsvika, Krokeide, Eldevika oraz Allmenningen. Od centrum administracyjnego gminy w Måløy wieś dzieli odległość około 12 km. 
W pobliżu miejscowości leży jezioro Ytste Raudeggvatnet – z lustrem wody 186 m n.p.m.